# Phantasm IV
Phantasm IV ist ein US-amerikanischer Science-Fiction-Horrorfilm aus dem Jahre 1998 und die dritte Fortsetzung des Films Das Böse. Wie bereits in den ersten drei Teilen der Reihe wurde die Rolle des Bösewichts Tall Man von Angus Scrimm gespielt. Die Hauptfigur Mike Pearson wurde wie im ersten und dritten Teil von A. Michael Baldwin verkörpert und die Rolle des Reggie von Reggie Bannister. Don Coscarelli führte wieder Regie und schrieb das Drehbuch. Der Film kam nicht in die deutschen Kinos und wurde ab Juli 1999 auf VHS vermarktet.

## Handlung
Der Film beginnt genau da, wo Das Böse III aufhörte. Der Tall Man hält Reggie mit einer großen Menge an Spheren, silbernen Kugeln, die schweben und die ihre Opfer mit allerlei Tötungswerkzeugen umbringen können, in der Leichenhalle der Geisterstadt Boulton gefangen. Mike flieht aus der Leichenhalle, nachdem er entdeckt hat, dass sich in seinem Kopf eine große goldene Sphere befindet. Der Junge Tim wird von geschrumpften Leichen, die der Tall Man zum Leben erweckt hat und nun seine Diener sind, durch eine Fensterscheibe gerissen und getötet. Der Tall Man entschließt sich dazu, Reggie freizulassen.
Reggie will nun endgültig mit der Jagd auf den Tall Man aufhören, aber er wird von Mikes Bruder Jody, der im ersten Teil vom Tall Man umgebracht wurde und dessen Geist nun in einer Sphere gefangen ist, überredet, nach Mike zu suchen. Auf der Suche nach Mike wird Reggie von einer Polizeikontrolle angehalten. Genervt gibt er dem Polizisten seine Fahrzeugpapiere. Als Reggie eine ganze Weile auf den Polizisten gewartet hat, wird er misstrauisch und läuft zu dem Polizeiauto. Er kann den Polizisten nicht finden, aber als er den Kofferraum öffnet, findet er dort mit Entsetzen einen schrecklich zugerichteten gefesselten Polizisten, der Reggie anfleht, ihn zu töten. Plötzlich taucht hinter Reggie der Polizist auf, der ihn angehalten hat. Es handelt sich dabei um einen Untoten, der dem Tall Man dient. Er schafft es, den Polizisten schwer zu verletzen, aber nicht zu töten. Erst als Reggie das Polizeiauto in die Luft jagt, stirbt der Untote. Am nächsten Tag sieht Reggie auf der Straße eine junge Frau, die einen Unfall hatte und nun in ihrem Auto eingeklemmt ist. Er zieht sie aus ihrem Auto und kann zusammen mit ihr wegrennen, bevor es explodiert. Die Frau stellt sich ihm als Jennifer vor. Reggie beschließt, sie mitzunehmen. Er erzählt ihr auch vom Tall Man und seinem Freund Mike. Jennifer glaubt ihm jedoch nicht. Auch Reggies Annäherungsversuche lehnt sie ab. Später brechen die beiden in ein leerstehendes Haus ein, um dort zu übernachten. Reggie träumt dort von Mike. Als er mitten in der Nacht aufwacht, hat Jennifer ihr Nachthemd aufgeknöpft. In ihren Brüsten stecken zwei Spheren. Jennifer ist ebenfalls eine Dienerin des Tall-Man. Die zwei Brust-Spheren greifen Reggie an. Eine kann er mit einem Vorschlaghammer zerstören, aber die andere drückt ihn gegen die Wand und bohrt sich durch seine Hand. In seiner Verzweiflung nimmt Reggie eine Stimmgabel und schlägt damit gegen die Wand. Das Geräusch der Stimmgabel lässt die Sphere zerplatzen. Darauf tötet er Jennifer mit dem Vorschlaghammer.
Zur selben Zeit ist Mike auf der Suche nach dem Tall Man, um dessen Geheimnisse aufzudecken. Mit ihm geht eine merkwürdige Transformation vor, was daran deutlich wird, dass sich in seinem Kopf eine goldene Kugel befindet und er genau wie der Tall Man gelbes Blut hat. Er fährt mit einem Leichenwagen, den er in Boulton gestohlen hat, durch verlassene Städte und erinnert sich dabei an die letzten Tage, bevor der Tall Man in sein Leben trat, als sein Leben noch schön war. Plötzlich sitzt der Tall Man auf der Rückbank des Leichenwagens und bringt den Wagen unter seine Kontrolle, indem er ihn telepathisch steuert. Dann verschwindet er in einem Sarg. Der Leichenwagen fährt Mike nun nach Death Valley.
In Death Valley findet Mike ein Dimensionstor, wie es bereits im ersten Teil vorkam. Mike geht durch das Tor und findet sich im 19. Jahrhundert in einem Haus im Kolonialstil wieder, in dem eine frühere Version des Dimensionstores steht. Als er heraus auf die Veranda des Hauses geht, sitzt dort der Tall Man, der ihn jedoch herzlich grüßt und sich ihm als Jebediah Morningside vorstellt. Jebediah will Mike sprechen und fragt ihn, ob er durch das Dimensionstor gekommen ist. Mike rennt jedoch verwirrt und ängstlich wieder zurück durch das Tor.
Zurück in Death Valley merkt Mike, dass er mit seiner Gedankenkraft Steine bewegen kann. Plötzlich erscheint sein Bruder Jody. Mike ist misstrauisch und will, dass Jody verschwindet. Jody reagiert empört und verschwindet. Mike baut danach aus Teilen des Leichenwagens eine Sphere. Schließlich geht Mike nochmal in das Tor, um zu verhindern, dass aus Jebediah der böse Tall Man wird. Das Tor führt ihn dieses Mal jedoch nicht ins 19. Jahrhundert, sondern in eine verlassene Stadt. Er kann dem Tall Man nur in letzter Sekunde durch Jodys Hilfe entkommen.
Reggie ist inzwischen in Death Valley angekommen. Er zieht seine alte Eisverkäuferuniform an, die er im ersten Teil trug, als er noch Eisverkäufer war, und bewaffnet sich mit einem Gewehr. Er kämpft gegen mehrere geschrumpfte Leichen, als plötzlich Mike und Jody aus dem Tor kommen. Mike umarmt Reggie und sagt ihm, dass er Jody nicht vertrauen soll. Sie gehen nun nochmal in das Tor. Dieses Mal schaffen sie es wieder, in das Haus von Jebediah zu gelangen. Sie sind unsichtbar für den alten Mann, und Mike versucht, ihn zu erstechen, bevor er durch das Tor geht. Er schafft es aber nicht, da sie sich in einer anderen Dimension befinden. Jebediah geht also durch das Tor, und kurz darauf kommt er als böser Tall Man wieder heraus. Mike flieht durch ein Tor, das ihn zu einem Friedhof führt. Jody greift ihn an und überwältigt ihn. Mike findet sich auf einer Steinplatte in einem Leichenhaus wieder. Jody hält ihn fest, während der Tall Man beginnt, Mikes Kopf mit einer Sphere aufzusägen, um an die sich daran befindende goldene Kugel zu kommen. In Panik schlägt Mike die Stimmgabel, wodurch Jody und der Tall Man gelähmt werden. Mike tötet Jody, indem er seine Kehle mit der Sphere aufsägt. Der Tall Man wird wieder mobil und nimmt Mikes Stimmgabel. Mike flüchtet daraufhin wieder nach Death Valley, und der Tall Man verfolgt ihn. Reggie schießt auf den Tall Man, wird aber überwältigt. Mike ruft die Sphere, die er gebaut hat. Der Tall Man ist unbeeindruckt und zieht die Sphere zu sich. Mike startet darauf telepathisch den Motor des Wagens, der darauf explodiert und den Tall Man vernichtet. Aber sofort danach kommt ein neuer Tall Man aus dem Dimensionstor, der die goldene Kugel aus dem Kopf von Mike puhlt, sie daraus entnimmt und dann wieder in Dimensionstor verschwindet. Mike ist dem Tode nahe und Reggie folgt dem Tall Man entschlossen mit seinem Gewehr in das Dimensionstor. Mike, der mitgenommen am Boden liegt, erinnert sich zurück an seine Kindheit, als Reggie ihn eines Nachts in seinem Eiswagen mitgenommen hat.

## Kritik
„Völlig unstrukturierter Horrorfilm als dritter Nachklapp einer wenig erfolgreichen Serie, der sich bestenfalls als unlogisches Sammelsurium verschiedener Genreelemente zu erkennen gibt. Zuweilen brutal, gibt der Film zu erkennen, dass sich seine Idee längst totgelaufen hat.“

## Fortsetzung
Ein fünfter Teil der Reihe mit dem Titel Phantasm: Ravager ist im Oktober 2016 auf Englisch erschienen. Statt Don Coscarelli führt David Hartman Regie. Die Hauptdarsteller des Originals übernehmen ihre Rollen erneut.

## Sonstiges
- Der vierte Teil ist der erste Teil der Reihe, der nicht damit endet, dass jemand durch eine Glasscheibe gezogen wird. Im ersten Teil wird Mike vom Tall Man durch einen Spiegel gezogen, im zweiten Teil werden Mike und Liz vom Tall Man durch die Windschutzscheibe eines Leichenwagens gezogen und im dritten Teil wird Tim von den geschrumpften Leichen durch ein Fenster in der Leichenhalle gezogen.
- Auch ist der vierte Teil der erste Teil der Reihe, der von der FSK eine Freigabe ab 18 Jahren bekam. Der erste Teil wurde bundesweit beschlagnahmt, der zweite bekam eine SPIO/JK-Freigabe und der dritte wurde nicht geprüft.